# Охайн, Ханс-Иоахим Пабст фон

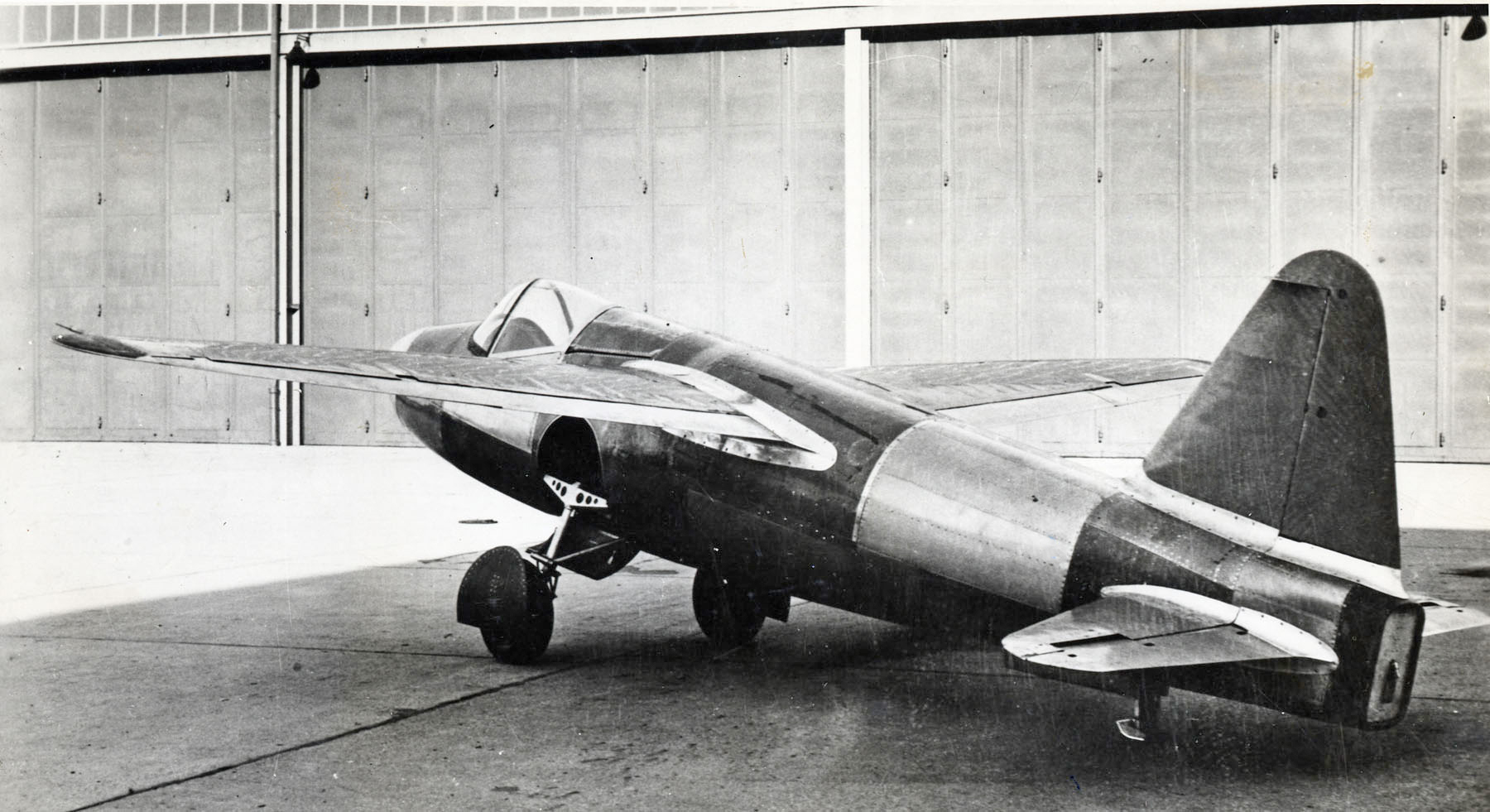
Опытный самолёт Хейнкель Хе 178 с турбореактивным двигателем Охайна Heinkel HeS 3b. Разработанная в 1937 году компоновка самолёта оказала значительное влияние на ставшие впоследствии классическими однодвигательные истребители конца 1940-х — начала 1950-х годов МиГ-15 (СССР), F-84 Тандерджет и F-86 Сейбр (оба США)

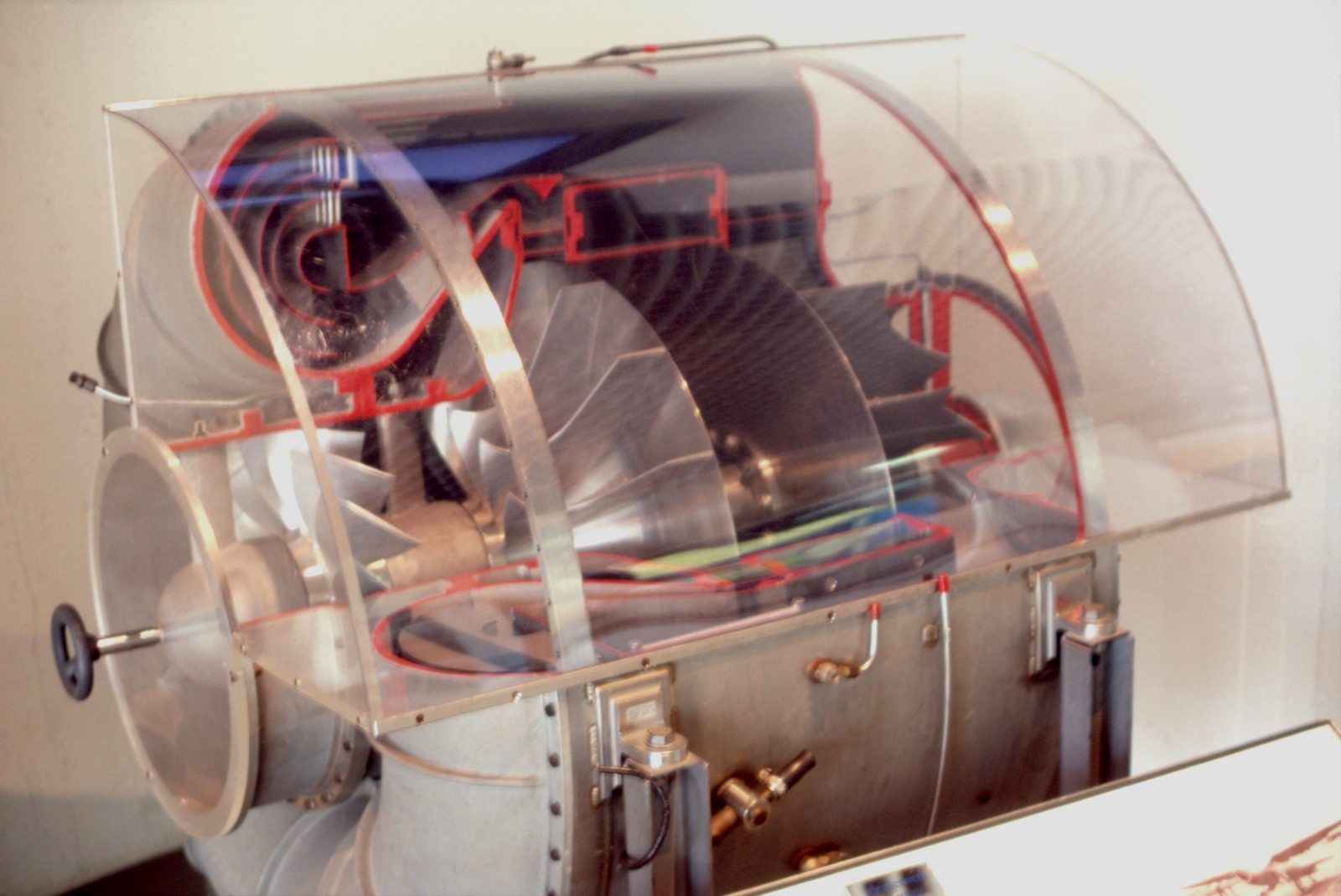
Модель-реконструкция двигателя Охайна Хейнкель HeS 3b, установленного на самолёте He 178. Экспонируется в Deutsches Museum

Ханс-Иоахим Пабст фон Охайн (нем. Hans Joachim Pabst von Ohain; 14 декабря 1911, Дессау — 13 марта 1998, Мелборн, штат Флорида, США) — немецкий инженер-конструктор и изобретатель. Участвовал в разработке первого турбореактивного самолёта и немецкого турбореактивного авиационного двигателя.

## Биография
В 1933 году закончил Гёттингенский университет по курсу физики и прикладной механики.
10 ноября 1935 года запатентовал (патент № 317/38) разработанный им ранее реактивный двигатель.
27 августа 1939 года лётчик-испытатель Эрих Варзиц поднял в небо первый в мире турбореактивный самолет He 178 («Хейнкель 178») с двигателем HeS 3 фон Охайна.
Хотя первый патент на работоспособный газотурбинный (турбореактивный) двигатель был получен Фрэнком Уиттлом, фон Охайн опередил Уиттла в практическом воплощении конструкции турбореактивного двигателя, положив начало практической реактивной авиации.
К несчастью Охайна и Эрнста Хейнкеля, в результате личных трений Хейнкеля с авиационным руководством Третьего рейха (Эрхардом Мильхом, сменившего Эрнста Удета), финансирование разработок двигателей Охайна производилось в недостаточной мере, хотя конструктивно они (например ТРД HeS 011 с тягой 1300 кгс) превосходили турбореактивные двигатели подключившихся к турбореактивному моторостроению фирм Юнкерса (ТРД Jumo) и БМВ (ТРД BMW). В результате к серийному производству двигателей для германских истребителей был принят не двигатель Охайна (фирмы Хейнкель), а двигатель Ансельма Франца Jumo 109—004.
После Войны Охайн встретился со своим британским соперником Фрэнком Уиттлом, и они стали друзьями.
В 1947 году был вывезен в США в ходе операции «Пейперклип», где и получил признание своих заслуг перед мировой авиацией.
В 1970-е годы являлся главным специалистом Лаборатории ВВС США Air Force Research Laboratory Propulsion Directorate.
Профессор Дейтонского института (США), консультант правительства США, почётный профессор Национального аэрокосмического музея США.
Умер от гастрита.